# Leaving on a Jet Plane
Leaving on a Jet Plane is een door John Denver in 1966 geschreven nummer, voor het eerst uitgebracht in 1967. Het is het meest bekend geworden in de uitvoering van Peter, Paul and Mary, die daarmee in 1969 een nummer 1-notering behaalden in de Amerikaanse Billboard Hot 100.

## Noteringen in andere hitlijsten
In de UK Singles Chart en de Irish Singles Chart wist de single (in de uitvoering van Peter, Paul and Mary) een nummer 2-positie te behalen. In Nederland kwam het nummer niet verder dan een vermelding voor de duur van drie weken in de tipparade van de Top 40. In België wist de single geen hitnoteringen te behalen.
Ook vele andere artiesten hebben een uitvoering van dit nummer uitgebracht. Het nummer is talloze malen gecoverd,  en is gebruikt als filmmuziek in vele films en televisieafleveringen.

### NPO Radio 2 Top 2000
| Nummer met noteringen in de NPO Radio 2 Top 2000 | '99 | '00 | '01 | '02 | '03 | '04 | '05 | '06 | '07 | '08 | '09 | '10 | '11 | '12 | '13 | '14 | '15 | '16 | '17 | '18 | '19 | '20 | '21 | '22 | '23 | '24 |
| ------------------------------------------------ | --- | --- | --- | --- | --- | --- | --- | --- | --- | --- | --- | --- | --- | --- | --- | --- | --- | --- | --- | --- | --- | --- | --- | --- | --- | --- |
| Leaving on a Jet Plane (John Denver)             | 737 | -   | 800 | 877 | 737 | 599 | 540 | 556 | 407 | 534 | 467 | 447 | 447 | 513 | 526 | 692 | 619 | 487 | 558 | 633 | 543 | 468 | 511 | 607 | 582 | 749 |

1. ↑  Een '-' betekent dat het nummer niet was genoteerd en een vetgedrukt getal geeft de hoogste notering aan.

### Evergreen Top 1000
| Evergreen Top 1000 | Evergreen Top 1000 | Evergreen Top 1000 | Evergreen Top 1000 | Evergreen Top 1000 | Evergreen Top 1000 | Evergreen Top 1000 | Evergreen Top 1000 | Evergreen Top 1000 | Evergreen Top 1000 | Evergreen Top 1000 | Evergreen Top 1000 | Evergreen Top 1000 | Evergreen Top 1000 | Evergreen Top 1000 | Evergreen Top 1000 | Evergreen Top 1000 |
| Jaar               | 2008               | 2009               | 2010               | 2011               | 2012               | 2013               | 2014               | 2015               | 2016               | 2017               | 2018               | 2019               | 2020               | 2021               | 2022               | 2023               |
| ------------------ | ------------------ | ------------------ | ------------------ | ------------------ | ------------------ | ------------------ | ------------------ | ------------------ | ------------------ | ------------------ | ------------------ | ------------------ | ------------------ | ------------------ | ------------------ | ------------------ |
| Positie            | 226                | 624                | 617                | 617                | 695                | 182                | 147                | 199                | 228                | 350                | 386                | 191                | 248                | 228                | 168                | 214                |

## Trivia
John Denver, die dit nummer schreef, kwam in 1997 op 53-jarige leeftijd om het leven, toen het vliegtuig dat hij bestuurde verongelukte.